# 10 років відродження грошової одиниці України — гривні (монета)
«10 ро́ків відро́дження грошово́ї одини́ці Украї́ни — гри́вні» — ювілейна монета номіналом 5 гривень, випущена Національним банком України, присвячена 10-річчю грошової реформи в Україні.
Монету введено в обіг 29 серпня 2006 року. Вона належить до серії «Відродження української державності».

## Опис монети та характеристики
| Номінал грн. | Метал      | Маса, г | Діаметр, мм | Якість виготовлення       | Гурт     | Тираж, штук |
| ------------ | ---------- | ------- | ----------- | ------------------------- | -------- | ----------- |
| 5            | нейзильбер | 16,54   | 35,0        | спеціальний анциркулейтед | рифлений | 45 000      |

### Аверс
На аверсі зображено малий Державний Герб України, під ним — зворотний бік (реверс) обігової монети «Володимир Великий», ліворуч від якого розміщено логотип Монетного двору Національного банку України, а праворуч — рік карбування монети — «2006», по колу розміщено написи: «НАЦІОНАЛЬНИЙ БАНК УКРАЇНИ» (угорі), «П'ЯТЬ ГРИВЕНЬ» (унизу).

### Реверс

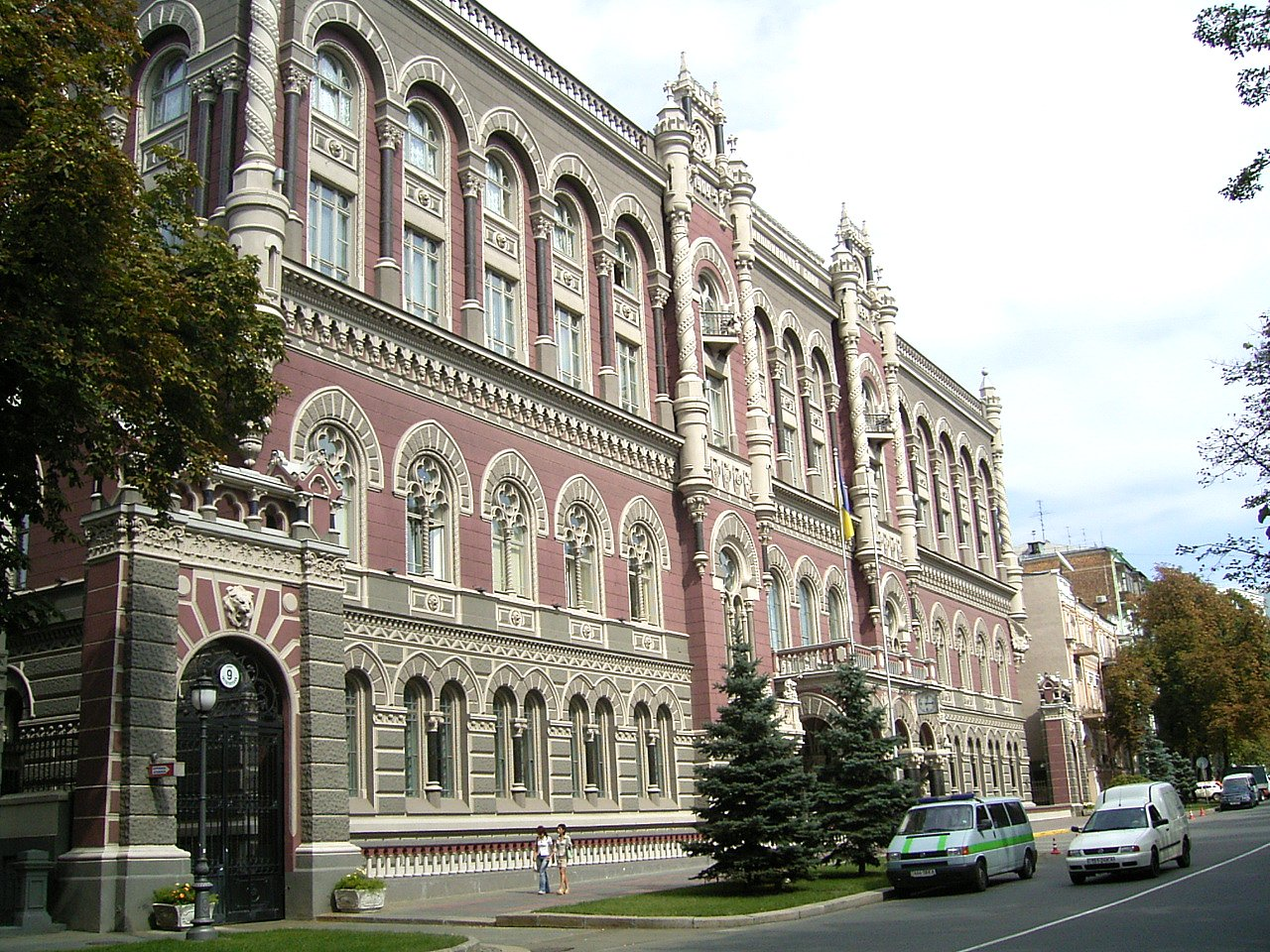
Будівля Національного банку України

На реверсі в центрі на тлі банкнот розміщено зображення срібної гривні XI—XIII ст. київського типу, праворуч від якої скорочений текст наказу Національного банку України від 26.08.96 № 71 …Про грошову реформу в Україні… Унизу розміщено зображення розмінних монет України, а вгорі по колу напис «10 РОКІВ ВІДРОДЖЕННЯ ГРОШОВОЇ ОДИНИЦІ УКРАЇНИ».

## Автори
- Художник — Іваненко Святослав.
- Скульптор — Іваненко Святослав.

## Вартість монети
Ціна монети — 29 гривень, була вказана на сайті Національного банку України у 2016 році.
Фактична приблизна вартість монети з роками змінювалася так:
| Рік        | 2010 | 2011 | 2012 | 2013 | 2014 | 2015 | 2016 | 2017 | 2018 | 2019 | 2020 | 2021 | 2022 | 2023 | 2024 | 2025 |
| ---------- | ---- | ---- | ---- | ---- | ---- | ---- | ---- | ---- | ---- | ---- | ---- | ---- | ---- | ---- | ---- | ---- |
| Ціна, грн. | 25   | 25   | 25   | 40   | 40   | 60   | 80   | 100  | 100  | 110  | 115  | 170  | 280  | 620  | 630  | 640  |